# David Trads
David Trads, född 12 juli 1967 i Suldrup i Himmerland, är en dansk journalist och författare.
David Trads är son till Erling och Lisse Trads.. Han utbildade sig till journalist 1990-1994 på Danmarks Journalisthøjskole i Århus med examen 1994 och var därefter Jyllands-Postens Moskva-korrespondent till 1997 och sedan tidningens politiske redaktör. År 2000 blev han inrikesredaktör på DR Nyheder och 2001-2002 redaktionschef på metroXpress. 
Mellan 2002 och 2004 var han chefredaktör på Information och 2005-2006 journalistiklektor på Syddansk Universitet i Odense  och skribent i Politiken. Han blev chefredaktör för Nyhedsavisen 2006 och var från 2008 projektledare i Det Berlingske Officin.
Han är sedan 2014 skribent och konsult i det egna företaget David Trads Management.
David Trads har ansetts som en många gånger kontroversiell debattör i både utrikes- och inrikespolitiska spörsmål. År 2004 ställde David Trads upp som socialdemokratisk folketingskandidat i valkretsen Skanderborg, men slogs ut. Enligt egen uppgift har han därefter inte varit medlem i något politiskt parti och har angett att han politiskt befinner sig i centrum-vänsterdelen av det politiska spektrum.